# 北京地铁1号线未开放部分

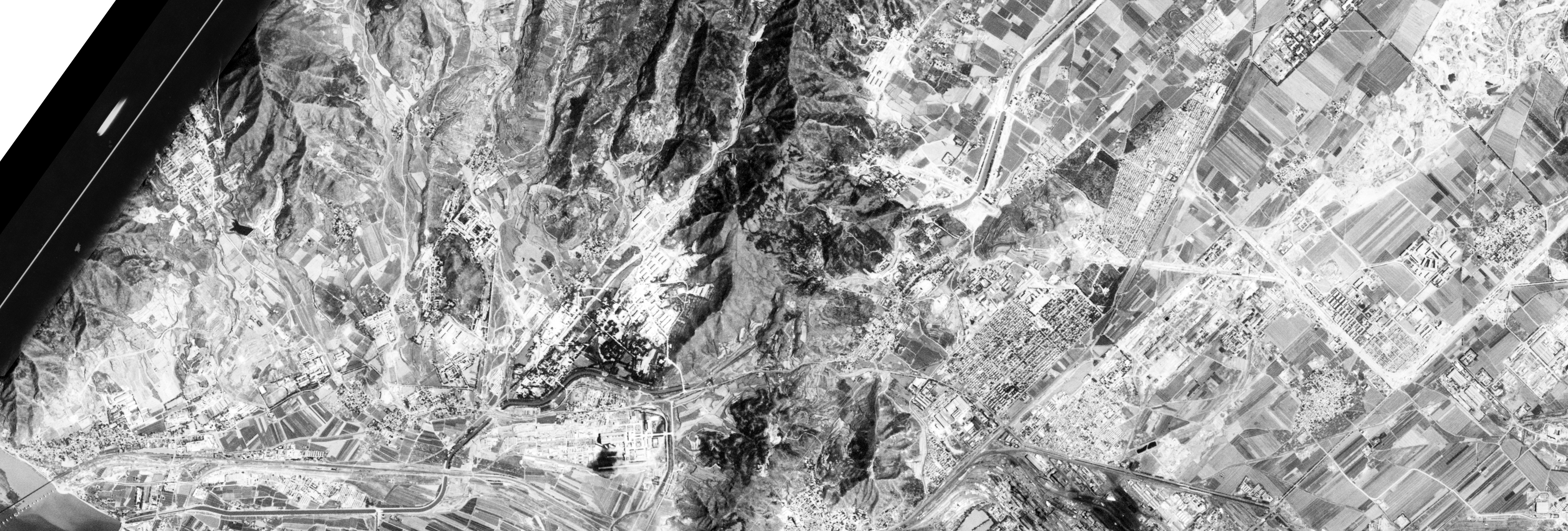
402线将三家店站与401线连接起来。402线的苹果园站和401线是北京地铁1号线的一部分。(1967-09-20)

北京地铁1号线未开放部分是指北京地铁1号线正线上不開放或尚未開放的部分路線及站點，不包含联络线、库线等配线。北京地铁1号线由402线、部分401线和复八线组成，未开放的线路分别位于402线和401线。402线又称“进山线”，为军事战备所用，1966年5月1日开工修建，全长6.13公里，设三座车站和一条环形检修线。
由于北京地铁1号线上述区域的车站建设年代久远，加之北京地铁1号线支线建设造成的影响，近年来，北京地铁1号线因各种原因而暂停对乘客开放的车站有增加的趋势。

## 八角游乐园站（目前封闭改造中）
八角游乐园站，旧称八角村站，车站編號105。于1971年开始通车并对外试运营。
2025年6月2日，为配合北京地铁1号线支线施工，八角游乐园站封闭。在此之后，各次1号线列车均通过该站不停车。该站预计于2027年5月2日改造完毕并恢复对乘客开放。

## 蘋果園站（目前封闭改造中）
蘋果園站，又稱51号站，车站編號103。苹果园站原为战备站，不对外开放，后来因为古城站设计缺陷导致折返能力不足，故1号线由原来的终点站古城站于1973年4月23日延长至苹果园站。目前為配合蘋果園交通樞紐建設，1號線蘋果園站已於2020年4月18日起封閉進行改造，预计2026年恢復運营。2021年12月31日，6号线和S1线车站开通运营。

## 福寿岭站

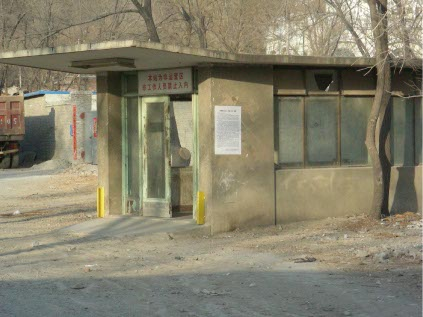
福寿岭站的出入口（改造前）

福寿岭站，又稱52号站，車站編號102。2020年2月17日，北京市人民政府印發《2020年北京市交通綜合治理行動計劃》，其中包括開工改造1號線福壽嶺站。2021年11月25日，改造工程开工，預計2025年开通运营。

## 53號站
53号站，又稱高井站，车站编号101。是北京地铁1号线早期規劃中地下部分最西端的車站，出口位于北京市石景山區高井甲32號院內。53號站已完全建好並通車，曾經有通勤列車運行，但通勤列车已于2007年终止运行，且至今未有商業運營。2021年12月，《石景山区2022年工作计划》中，提到“启动地铁1号线高井站前期研究”。